# 中央補給処
中央補給処（ちゅうおうほきゅうしょ、Central Logistics Depot）は、東部方面隊管内にあった陸上自衛隊の補給処および部隊の総称である。

## 概要
陸上自衛隊武器補給処、施設補給処、通信補給処、需品補給処、衛生補給処等を1998年（平成10年）3月25日、業務部門と調達・統制部門の集約一元化のため補給統制本部および関東補給処に改編され、いずれも廃止となった。指揮官である補給処長は武器補給処長が陸将、施設・通信・需品・衛生補給処長は陸将補をもって充てられ、所在駐屯地の駐屯地司令を務めていた（ただし、末代は廃止が決定していたことから、大半が1等陸佐（一）をもって充てられていた。なお、資材統制隊長は旧来より1等陸佐（一））。
中央補給処の廃止に伴い、陸上自衛隊からは陸将補の定数が3名削減されることとなった（武器補給処長（陸将職）は補給統制本部長、同副処長（将補職）は補給統制本部副本部長および関東補給処長ポストとして運用）。

## 沿革
警察予備隊
- 1952年（昭和27年）7月20日：警察予備隊施設補給廠が松戸駐屯地に設置。

保安隊
- 1952年（昭和27年）
  - 10月15日：保安隊発足

  1. 警察予備隊施設補給廠を保安隊施設補給しょうに改編。
  2. 保安隊武器補給しょう、保安隊通信補給しょう、保安隊衛生補給しょうが旧・立川駐屯地（現東立川駐屯地）に新編。

  - 12月3日：保安隊需品補給しょうが宇治駐屯地から松戸駐屯地に移駐。

- 1954年（昭和29年）
  - 1月20日：保安隊武器補給しょうが旧・立川駐屯地（現東立川駐屯地）から霞ヶ浦駐屯地へ移駐、霞ヶ浦駐屯地部隊長兼務発令。
  - 2月11日：保安隊武器補給しょうの開庁式。
  - 2月15日：保安隊施設補給しょうが松戸駐屯地から北古河駐屯地に移駐[1]。

陸上自衛隊
- 1954年（昭和29年）7月1日：
  1. 保安隊武器補給しょう（霞ヶ浦駐屯地）が陸上自衛隊武器補給処に改称。
  2. 保安隊施設補給しょう（北古河駐屯地）が陸上自衛隊施設補給処に改称。
  3. 保安隊通信補給しょう（旧・立川駐屯地（現東立川駐屯地））が陸上自衛隊通信補給処に改称。
  4. 保安隊需品補給しょう（松戸駐屯地）が陸上自衛隊需品補給処に改称。
  5. 保安隊衛生補給しょう（旧・立川駐屯地（現東立川駐屯地））が陸上自衛隊衛生補給処に改称。
- 1955年（昭和30年）
  - 5月14日：

  1. 陸上自衛隊武器補給処高崎弾薬支処が新町駐屯地に設置。
  2. 陸上自衛隊武器補給処西山弾薬支処が設置[2]。

  - 8月1日：陸上自衛隊武器補給処高崎弾薬支処が吉井弾薬支処に改称。
- 1958年（昭和33年）
  - 6月26日：

  1. 陸上自衛隊通信補給処が旧・立川駐屯地（現東立川駐屯地）から大宮駐屯地に移駐し、大宮駐屯司令職務が陸上自衛隊通信補給処長に移管。
  2. 陸上自衛隊武器補給処隷下の西山弾薬支処および千両弾薬支処が陸上自衛隊関西地区補給処に編合。

  - 8月20日：陸上自衛隊武器補給処大宮支処が大宮駐屯地に設置。
  - 月日不明：陸上自衛隊需品補給処落下傘部が松戸駐屯地に創設。
- 1961年（昭和36年）
  - 3月25日：富士燃料出張所が富士駐屯地から駒門駐屯地へ移駐。
  - 8月17日：北古河駐屯地と南古河駐屯地が併合され、古河駐屯地となる[3]。
- 1963年（昭和38年）3月31日：陸上自衛隊衛生補給処が旧・立川駐屯地（旧立川駐屯地）から用賀駐屯地へ移駐。
- 1965年（昭和40年）3月：吉井弾薬支処に弾薬類の試験研究機関として試験室開設。
- 1995年（平成07年）10月1日：陸上自衛隊武器補給処大宮支処（大宮駐屯地）が廃止。
- 1997年（平成09年）
  - 7月1日：

  1. 松戸駐屯地司令職務が陸上自衛隊需品補給処長から陸上自衛隊需品学校長に移管。
  2. 大宮駐屯地司令職務が陸上自衛隊通信補給処長から陸上自衛隊化学学校長に移管。

  - 12月：陸上自衛隊資材統制隊が市ヶ谷駐屯地から十条駐屯地へ移駐。
- 1998年（平成10年）3月25日：中央補給処が業務部門と調達・統制部門の集約一元化のため陸上自衛隊補給統制本部および陸上自衛隊関東補給処に改編され、いずれも廃止となった。

1. 陸上自衛隊資材統制隊（十条駐屯地）と陸上自衛隊武器補給処十条支処（十条駐屯地）を統合、陸上自衛隊補給統制本部に再編。
2. 陸上自衛隊武器補給処（霞ヶ浦駐屯地）を廃止し、陸上自衛隊関東補給処に再編。
3. 陸上自衛隊施設補給処（古河駐屯地）を廃止し、陸上自衛隊関東補給処古河支処（施設部）に再編。
4. 陸上自衛隊需品補給処（松戸駐屯地）を廃止し、陸上自衛隊関東補給処松戸支処（需品部および落下傘部）に再編。
5. 陸上自衛隊通信補給処（大宮駐屯地）を廃止し、陸上自衛隊関東補給処の通信電子部として大宮駐屯地から霞ヶ浦駐屯地に移駐。
6. 陸上自衛隊衛生補給処（用賀駐屯地）を廃止し、陸上自衛隊関東補給処用賀支処（衛生部）に再編。

## 廃止された機関等
- 陸上自衛隊資材統制隊（十条駐屯地[4]）：陸上自衛隊補給統制本部の母体となる
- 陸上自衛隊武器補給処（霞ヶ浦駐屯地）：陸上自衛隊関東補給処の母体となる
  - 大宮支処（大宮駐屯地）→ 1995年（平成7年）10月1日廃止、武処化学部として再編（現関東処化学部）
  - 十条支処（十条駐屯地）→　資材統制隊と統合、補給統制本部となり廃止
  - 吉井弾薬支処（吉井分屯地）→ 関東補給処吉井弾薬支処
  - 富士弾薬出張所（富士駐屯地）→ 関東補給処富士弾薬出張所
- 以下の補給処および支処・出張所は関東補給処に隷属する部および支処に改編
  - 陸上自衛隊施設補給処（古河駐屯地）→ 古河支処（施設部）
  - 陸上自衛隊通信補給処（大宮駐屯地）→ 霞ヶ浦駐屯地へ移駐し、通信電子部に縮小
  - 陸上自衛隊需品補給処（松戸駐屯地）→ 松戸支処（需品部および落下傘部）
    - 朝日燃料支処（朝日分屯地）→ 朝日燃料支処
    - 富士燃料出張所（駒門駐屯地）→ 富士燃料出張所

  - 陸上自衛隊衛生補給処（用賀駐屯地）→ 用賀支処（衛生部）

| 職名                                       | 氏名及び階級         | 在任期間               | 出身校・期              | 前職                                             | 後職                                             |
| ------------------------------------------ | -------------------- | ---------------------- | ----------------------- | ------------------------------------------------ | ------------------------------------------------ |
| 武器補給処長 （兼 霞ヶ浦駐屯地司令）       | 久留島昭彦 （陸将）  | 1996.3.25 - 1998.3.25  | 防大8期                 | 中部方面総監部幕僚長                             | 退職                                             |
| 武器補給処副処長                           | 後藤健次 （1等陸佐） | 1996.12.8 - 1998.3.25  | 防大11期                | 陸上幕僚監部装備部 武器・化学課長                | 関東補給処副処長 →1998.7.1 陸将補昇任            |
| 武器補給処十条支処長 （兼 十条駐屯地司令） | 佐伯仁司 （1等陸佐） | 1996.8.1 - 1998.3.25   | 防大11期                | 武器補給処総務部長                               | 補給統制本部火器車両部長 →2000.12.1 退職・陸将補 |
| 施設補給処長 （兼 古河駐屯地司令）         | 猪狩榮勇 （1等陸佐） | 1997.3.23 - 1998.3.25  | 防大10期                | 施設補給処副処長                                 | 関東補給処古河支処長 →1999.8.1 退職・陸将補      |
| 通信補給処長                               | 福井孝三 （陸将補）  | 1996.12.16 - 1998.3.25 | 生徒3期・ 熊本商科大学  | 陸上幕僚監部装備部 副部長                        | 陸上幕僚監部付 →1998.4.1 退職                    |
| 需品補給処長                               | 伊藤俊治 （1等陸佐） | 1997.7.1 - 1998.3.25   | 生徒4期・ 法政大学      | 需品補給処副処長                                 | 関東補給処松戸支処長 →1998.8.1 退職・陸将補      |
| 衛生補給処長 （兼 用賀駐屯地司令）         | 奥村友一 （1等陸佐） | 1997.3.23 - 1998.3.25  | 京都薬科大学 昭和38年卒 | 自衛隊中央病院 衛生資材部長 →1997.4.1 陸将補昇任 | 陸上幕僚監部付 →1998.4.1 退職                    |
| 資材統制隊長                               | 山本忠史 （1等陸佐） | 1995.4.1 - 1998.3.25   | 防大10期                | 通信補給処補給部長                               | 補給統制本部通信電子部長 →1999.12.1 退職・陸将補 |